# Más bonita que ninguna
Más bonita que ninguna es una película española dirigida por Luis César Amadori y estrenada en 1965, en pleno auge de la carrera profesional de su protagonista, Rocío Dúrcal. 
El guion, el argumento y los diálogos lo firman Jesús María de Arozamena y Gabriel Peña (seudónimo del propio director Luis César Amadori). 
El tema principal de la película, del mismo título que ésta, se hizo enormemente popular en su momento. Además, dos de las canciones de la película ("Los dos" y "Los borrachos", versión de "Borracho") fueron compuestas por la popular banda de la época Los Brincos. Durante el rodaje, Rocío Dúrcal conoció a su futuro marido, Junior, que por aquel entonces formaba parte de Los Brincos.
Otras de las canciones de la banda sonora fueron compuestas por Jesús María de Arozamena y Fernando Moraleda, o por Augusto Algueró y Antonio Guijarro.

## Argumento
Luisa (Rocío Dúrcal) y Roberto (Luigi Giuliani) son una pareja enamorada que, sin embargo, no se muestran toda la sinceridad que debieran. Ella le asegura que trabaja en Telefónica cuando realmente es cerillera en el cabaret El Molino Verde, cosa que no se lo ha confesado a su novio. Su sorpresa será grande cuando descubra que en ese local se realiza una despedida de soltero organizada precisamente para Roberto, que va a contraer matrimonio con una rica heredera. Para luchar por su amor, Luisa adoptará el papel de '"Luisito", el hermano gemelo, y bajo ese disfraz se enfrentará a Roberto y la futura familia política de éste.